# Séquia de l'Or
La séquia de l'Or és l'última séquia de rec de l'Horta de València (País Valencià), que dona rec a les terres del marge dret del riu Túria, compreses entre el llit del riu, al sud d'aquest, i la mar Mediterrània, en la major part terres d'arrossar del Parc Natural de l'Albufera.

## Història
El primitiu origen de la Séquia de l'Or estava en un assut ubicat en el vell llit del Túria, aigües avall del pont del "Perniler" oficialment conegut com a pont de l'Assut de l'Or. La séquia va ser promoguda en 1822 pels agricultors d'Alfafar per a aprofitar les aigües sobrants al final del riu Túria, però la seua funció es va perdre en 1975 amb el pla Sud. El desviament del riu, per evitar les recurrents riuades que patia la ciutat, va obligar a traslladar aigües amunt la presa de la séquia de l'Or. En concret, es va situar a l'assut del Repartiment, al terme de Quart de Poblet. Des d'allí naixen en l'actualitat les séquies de Favara, Rovella, Rascanya i de l'Or.
Així, actualment l'origen de la séquia està situada en l'Assut del Repartiment i discorre el seu traçat al costat de la V-30 pel marge esquerre, entre el canal de l'assarb i la séquia de Favara. Esta séquia a soles té dret a les aigües sobrants del rec de les altres séquies, és per això que la presa d'aigua està elevada 41 cm sobre la séquia de Favara marge dret i 29 cm sobre les de Mislata, Rascanya i Rovella. Davant l'escassesa del recurs hídric, rep les aigües de la depuradora de Quart-Benàger quan passa pel seu costat; i a la fi del traçat, quan recupera el recorregut històric a prop de Pinedo, també rep aportacions procedents de la depuradora de Pinedo, que li proporcionen cabals de fins a 3 metres cúbics per segon, més que suficients per al rec de l'arrossar.
L'any 2006 es va realitzar un recreixement del caixer primitiu, format per peces de formigó prefabricat talment que permet un transport de majors cabals cap a l'arrossar que els permesos pel caixer històric. Atés que la major part del territori de l'Horta està urbanitzat, probablement la séquia de l'Or és una de les que tenen actualment la major superfície de reg.
La casa de les comportes, protegida pel PGOU de València, és l'única resta de la séquia de l'Or que queda en la ciutat de València. L'edifici, situat entre l'Àgora i el pont de l'Assut de l'Or, ha quedat envoltat pels moderns edificis de l'arquitecte Santiago Calatrava.